# 东南亚华人民间宗教

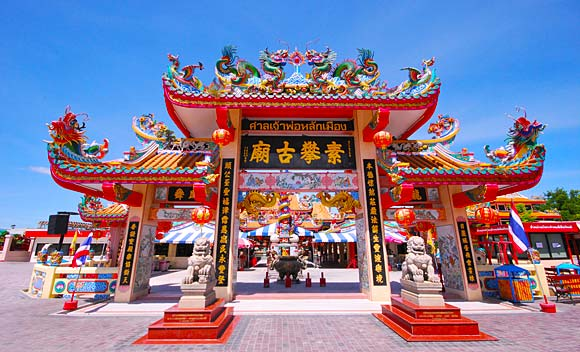
泰国素攀堡城隍庙。

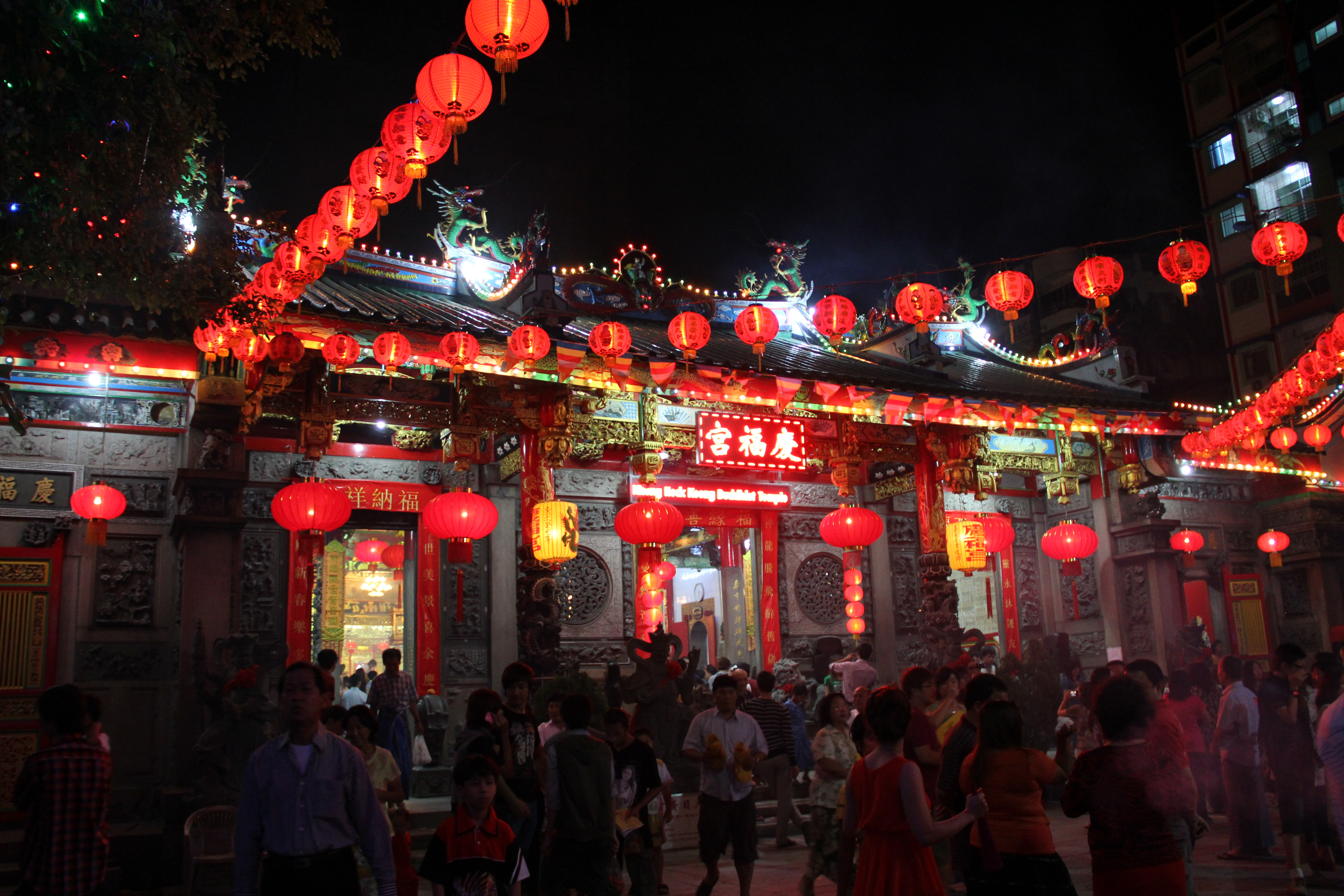
缅甸仰光华人社区妈祖庙。

中国民间宗教在定居在该地理区域各国的华侨，特别是缅甸华人、新加坡华人、马来西亚华人、泰国华人和华侨的生活中发挥着积极的作用。相比之下，印尼华人在20世纪50年代和60年代被迫集体信奉佛教或基督教，放弃传统崇拜，因为当时印尼的宗教政策原因，中国传统宗教不被认可为“宗教”，从而使大部分华人改变。除了罗马天主教或新教基督教之外，一些菲律宾华人还信奉一些中国传统宗教，其中一些宗教还与中国传统宗教进行了各种各样的融合。中国民间宗教，汉族的民族宗教，“神教”是特别参照其在东南亚的表达而创造的；该宗教的另一个东南亚名称是梵语表达Satya Dharma（字面意思是“真理法”）。
东南亚的华人民间宗教，以与马来土著宗教（马来西亚和印度尼西亚民间宗教）的互动，采用印度教衍生的神，如梵天、象头神和哈奴曼，以及与菲律宾基督教的融合为显著代表。继传承儒家和道教的哲学形式之后，德教、一贯道和罗教等中国民间信仰的组织形式在东南亚华人中占领了重要的立足地位。
在新加坡，约有11%的人口信奉道教，其中14.4%的新加坡华人信奉道教。在马来西亚，约10%的马来西亚华人信奉中国民间宗教，约占全国人口的1%。然而，由于许多信奉民间宗教的中国人出于人口普查目的被登记为“佛教徒”，因此数字可能会大得多。在印度尼西亚，印尼道教协会的领导人陶苏•阿贡•库苏莫声称，截至2009年，该国有500万道教信徒。

## 相关国家

### 印度尼西亚

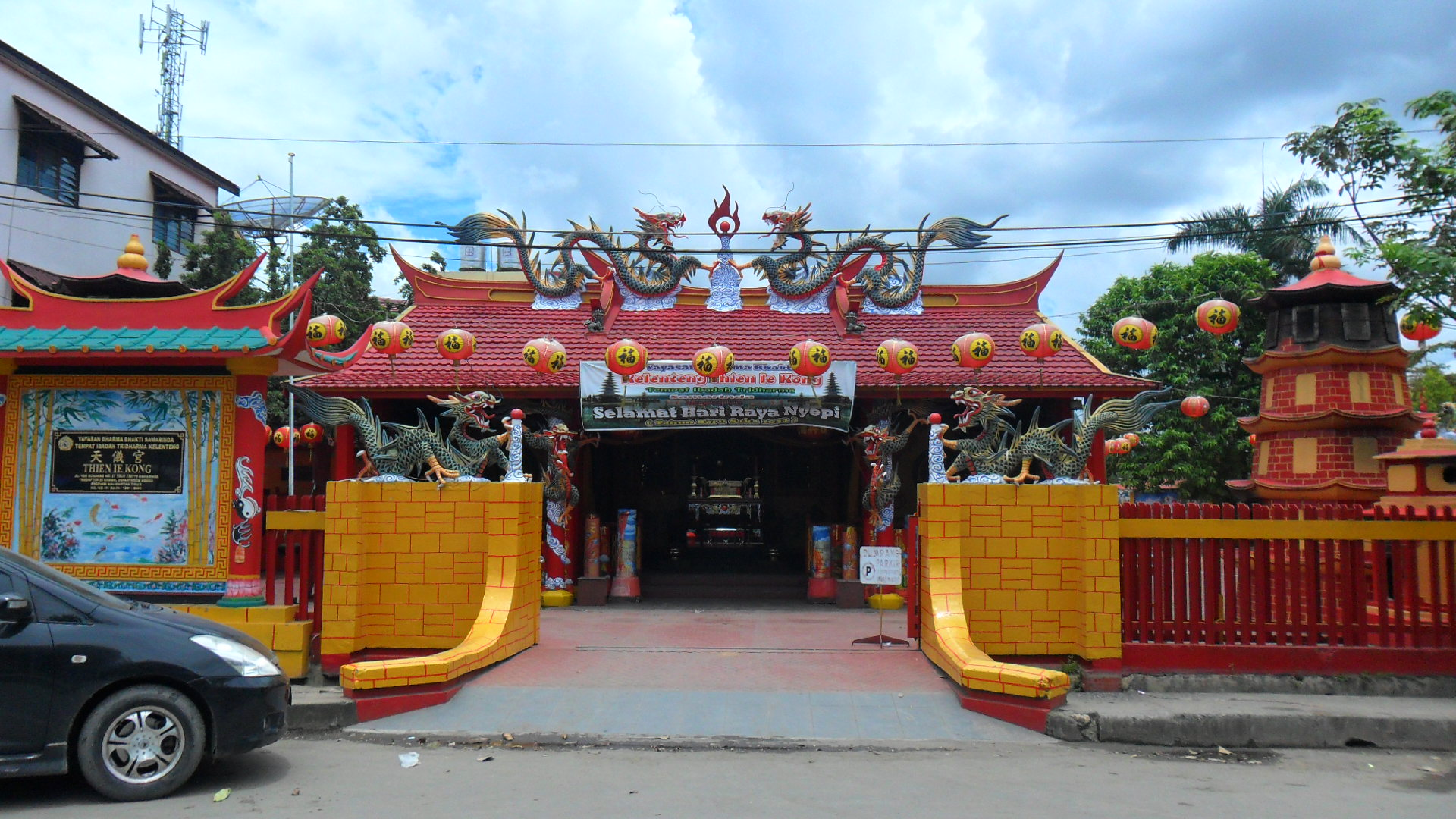
位于印度尼西亚东加里曼丹省三马林达的旧天王庙

印尼华人的中国民间宗教被命名为“儒学”或“萨提亚法”，华人寺庙在印尼语中被称为克伦滕或维哈拉。它被政府正式承认为Agama Khonghucu或孔子宗教，之所以选择它，是因为1998年苏哈托统治结束前印尼的政治状况，当时苏哈托禁止一切形式的中国宗教，印尼华人只能信奉五种官方承认的宗教，其中许多信徒最终选择皈依佛教或基督教。印尼第四任总统阿卜杜拉赫曼·瓦希德颁布了一项规定，承认“儒教”为该国合法宗教，之后，印尼华人的文化和宗教权利才得以恢复。他说：
所有宗教都强调和平。从这一点我们可能认为，宗教对和平的追求是简单的...但实际上并非如此。深层的问题在于人们错误地利用宗教来追求胜利和成功。这一悲哀的事实随后导致与持有不同信仰的人产生冲突。
建国五项原则（印尼国家的五大基本原则）的第一条戒律规定了对唯一真主的信仰。儒家哲学能够履行这一原则，因为孔子在他的教导中只提到一个神，即天或上帝。天具有“元亨利真”的特征，即“无所不在”，“无所不能”，“仁至义尽”。
子曰：“尧为君主，何等威严！只有天才是如此宏伟的，只有尧与之相应。他的德行何等深厚！百姓无法名状，何等威严。他所完成的事业何等宏伟！他所制定的典章制度何等光荣！”
在印度尼西亚，另一个运动是“Tridharma”（梵文：“三法之法”），它将不同宗教的元素进行融合，其中包括中国的三教等。在苏哈托统治垮台后，该运动正在经历一系列有关教义和仪式的系统化过程。Tridharma寺庙始终包括三个主要房间：前房供奉“天”或“上帝”，中间房供奉寺庙的主神，后房供奉三教创始人及其诸神：孔子、老子和佛陀。像棉兰、巴淡、峇眼亚比、山口洋等一些中国人口较多的城市都有大量的中国民间信仰者，除了佛教徒之外。在印度尼西亚还有许多道教组织。
一些在印度尼西亚以外很少有人了解的地方神包括来自外南梦县－巴厘岛的“陈府真人”（Tan Hu Cin Jin），来自图隆阿贡县的“陈德修”（Tan Tik Siu），来自仁邦－拉森的“陈黄二先生”（Tan Oei Ji Sian Seng）或“義勇公”（Gi Yong Kong），以及爪哇中部和东部沿海城市崇拜的“澤海真人”（Tey Hai Cin Jin）。

### 马来西亚

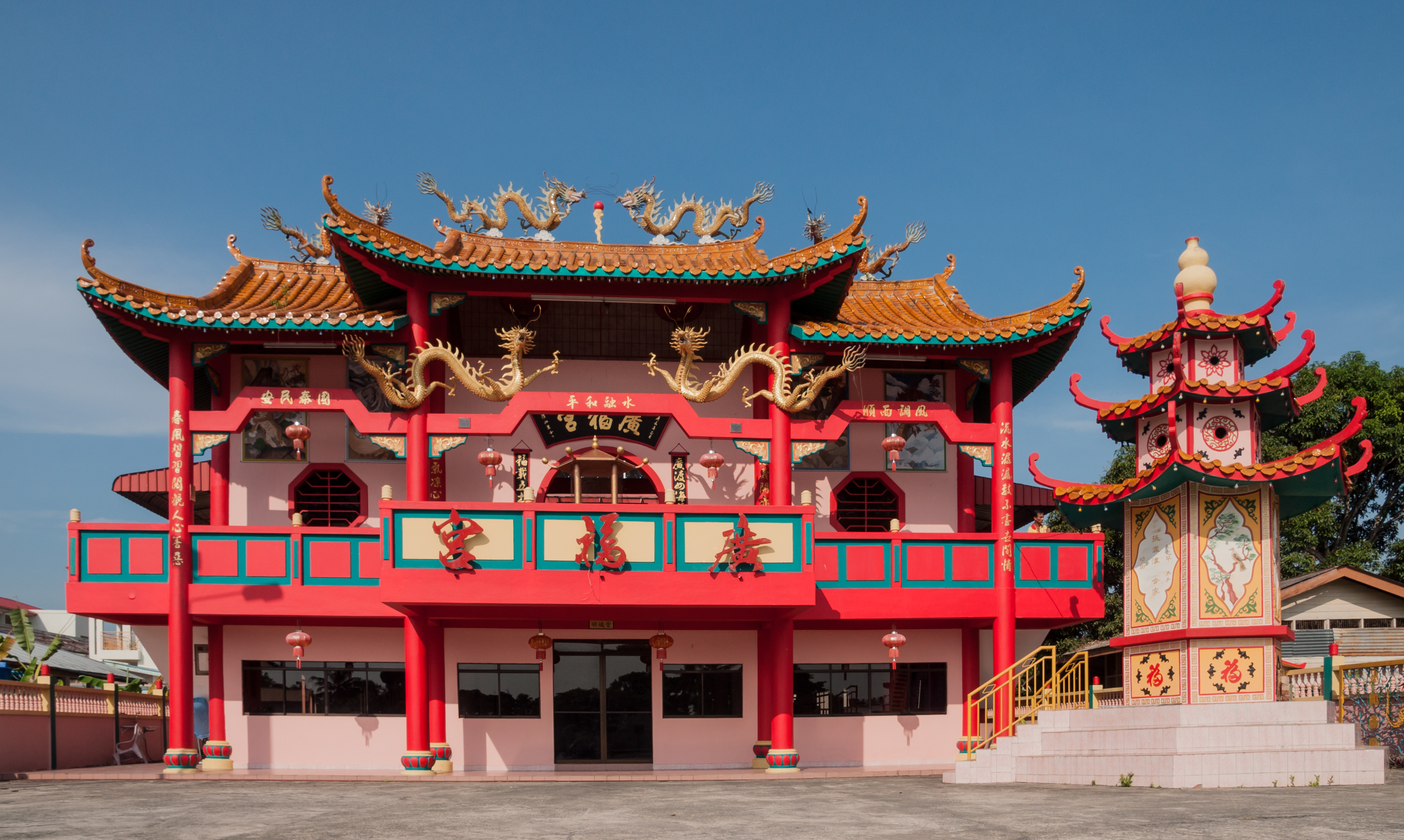
华人民间寺庙。

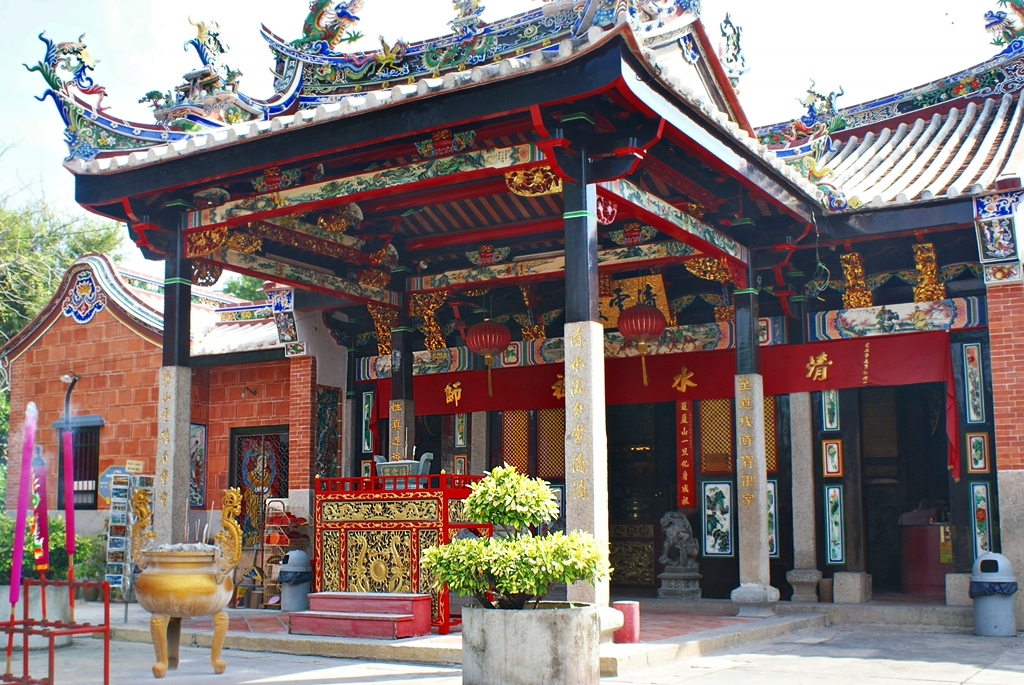
马来西亚槟城蛇庙

在马来西亚，马来西亚华人占据人口的很大一部分，主要信仰大乘佛教。中国传统宗教在砂拉越州（6%）和槟城州（5%）有着相对较多的登记信徒。许多信奉其他中国民间信仰的华人在政府调查中注册为“佛教徒”。在马来西亚语中，华人庙宇被称为“tokong”。
中国民间信仰在15世纪由华人移民引入马来西亚，福建商人在马六甲建立了小型定居点和庙宇。但直到19世纪，大规模的中国移民才开始。他们建造了供奉神祇的庙宇、学校以及墓地。在锡金开采时期，由于对这些产品的高需求，中国人进行的大规模移民，从而促使了庙宇的需求建设，用于进行实践和宗教仪式。
在华人移民社会中，宗族组织是非常重要的，其中姓氏、方言、地域和贸易尤为重要。广东民系、闽南民系、潮汕民系和客家民系分别形成了宗族协会和同乡会馆（Kongsi），如龙山堂邱公祠（Khoo Kongsi）和颖川堂陈公祠（Eng Chuan Tong Tan Kongsi），它们是华人海外社区的根本支柱。
一个著名的异教是大伯公，它融合了拿督公和马来当地的拿督喀拉玛异教。其他本土和泰国的神祗也被纳入这个神祇群。

### 泰国
泰国有着众多的泰国华人，占该国人口的14%左右，这些人有全华或部分华人的血统。在泰国，大多数信奉佛教的华人已经融入该国的上座部佛教，只有极少数仍然信仰汉传佛教。然而，许多人依然信奉中国民间宗教和道教。尽管有大量的信徒和庙宇，它们在泰国没有得到国家的承认，其庙宇不被视为宗教场所，其信徒在官方发布的宗教数据中被统计为“上座部佛教徒”。在泰国，华人庙宇被称为“ศาลเจ้า”（sanchao）。
与其他东南亚国家一样，泰国的中国民间信仰也发展出了地方特色，包括对本土神祇的崇拜。尤其在曼谷、普吉岛和泰国其他华人聚居的地方，人们广泛庆祝农历新年、中秋节和清明节等主要的中国传统节日。
普吉岛的华人以9月至10月之间为期九天的素食节而闻名。在节日期间，信徒们会禁食肉食，中国灵媒对禁欲也很常见，同时还有祭祀大伯公的仪式。这些传统是由19世纪普吉岛当地华人在泰国文化的影响下发展起来的。

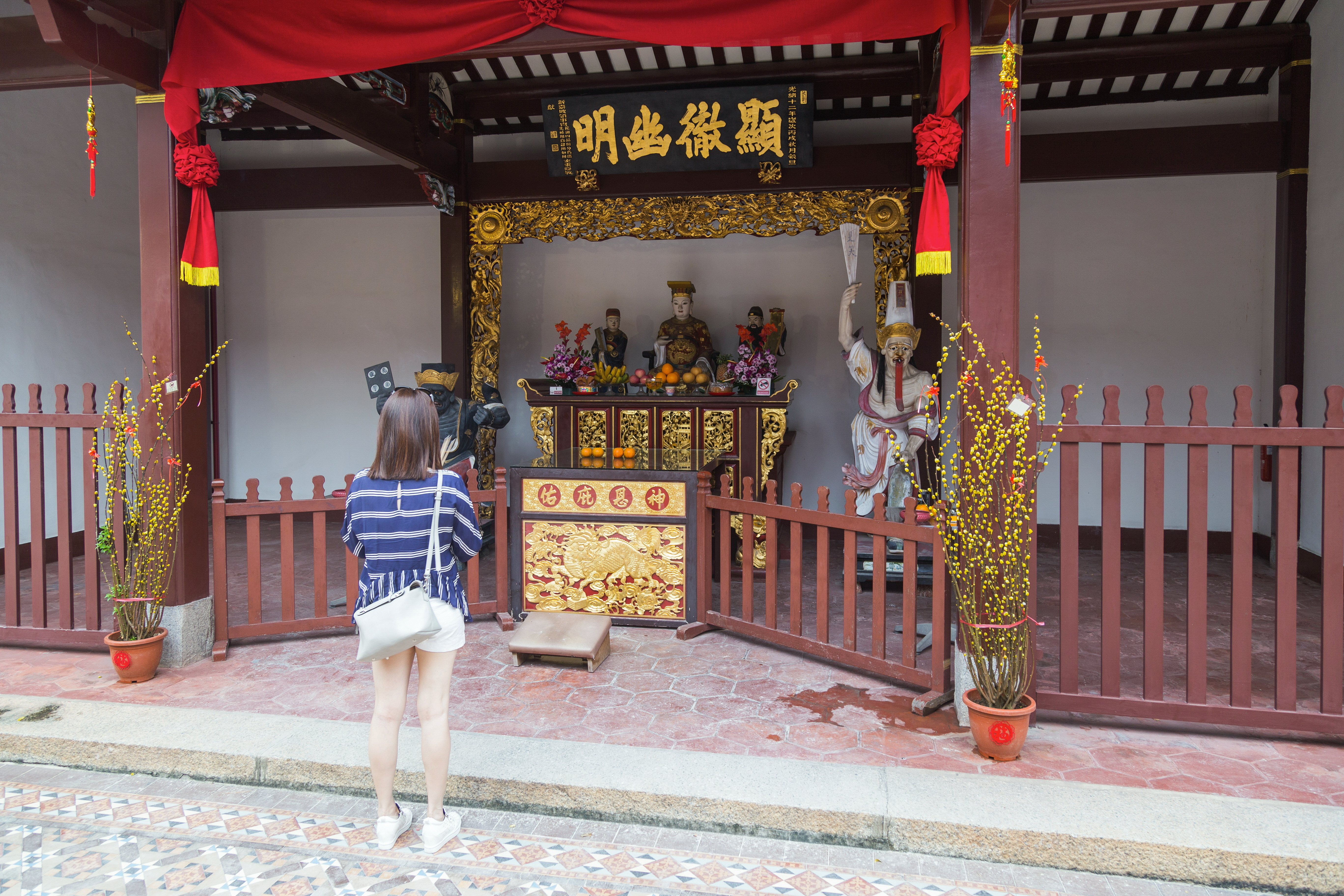
新加坡直落亚逸街天福城隍庙。

在新加坡，相当多的华人信奉道教，在这个国家，道教通常被用作更广泛的中国民间宗教的代名词。新加坡的道教徒崇拜许多神祇，这些神祇通常是历史祖先的化身，受到复杂的道教崇拜体系的影响。他们还崇拜一些共同起源的神祇，特别是玉皇大帝、玄天上帝、关帝和妈祖。其他受到尊崇并经常在家中作为吉祥象征的神祇包括福、禄、寿。财神也受到许多华人商人的普遍崇拜。然而，某些神祇由特定的方言群体崇拜，可能与其他华人方言群体没有共同的崇拜。一个有趣的例子是清水祖师公，这个特定的神祇主要由福建民系区域的人，特别是安溪氏族的人崇拜。在新加坡，观音和地藏王等佛教菩萨也受到普遍崇拜。其他种族的神祇，如拿督公或拿督喀拉玛，也受到尊崇。
道教徒或华人民间信仰者通常会在客厅内设置他们的主要祭坛/神龛。这种情况在华人家庭中更为常见，而不是个人。主神/神明通常被奉在顶部祭坛的中央，下坛则专门供奉地主神的牌位。祖先牌位通常放置在顶部祭坛主神/神明的雕像旁边。通常，在神明面前会放置一个烧香的香炉，而在祖先牌位前面则会放置一个单独的较小香炉。油灯也可以放置在祭坛上，水果或花朵也会被供奉在神明面前。一些家庭可能还在厨房内设置一个专门供奉灶君的祭坛。
他们通常会在屋外安装一个小的神龛，涂成红色和金色，上面写着“天官赐福”的字样，或者简单地放置一个填满灰烬的小熏香炉，插上香。这是奉献给天公/玉皇大帝的，是他们将要膜拜的第一个神龛。在对代表天公/玉皇大帝的天膜拜之后，他们将继续朝拜主神的神龛，然后是祖先牌位，最后祭祀地主神。燃烧的香烟象征着他们对神灵的虔诚、祈祷，有时也是请求。

### 菲律宾

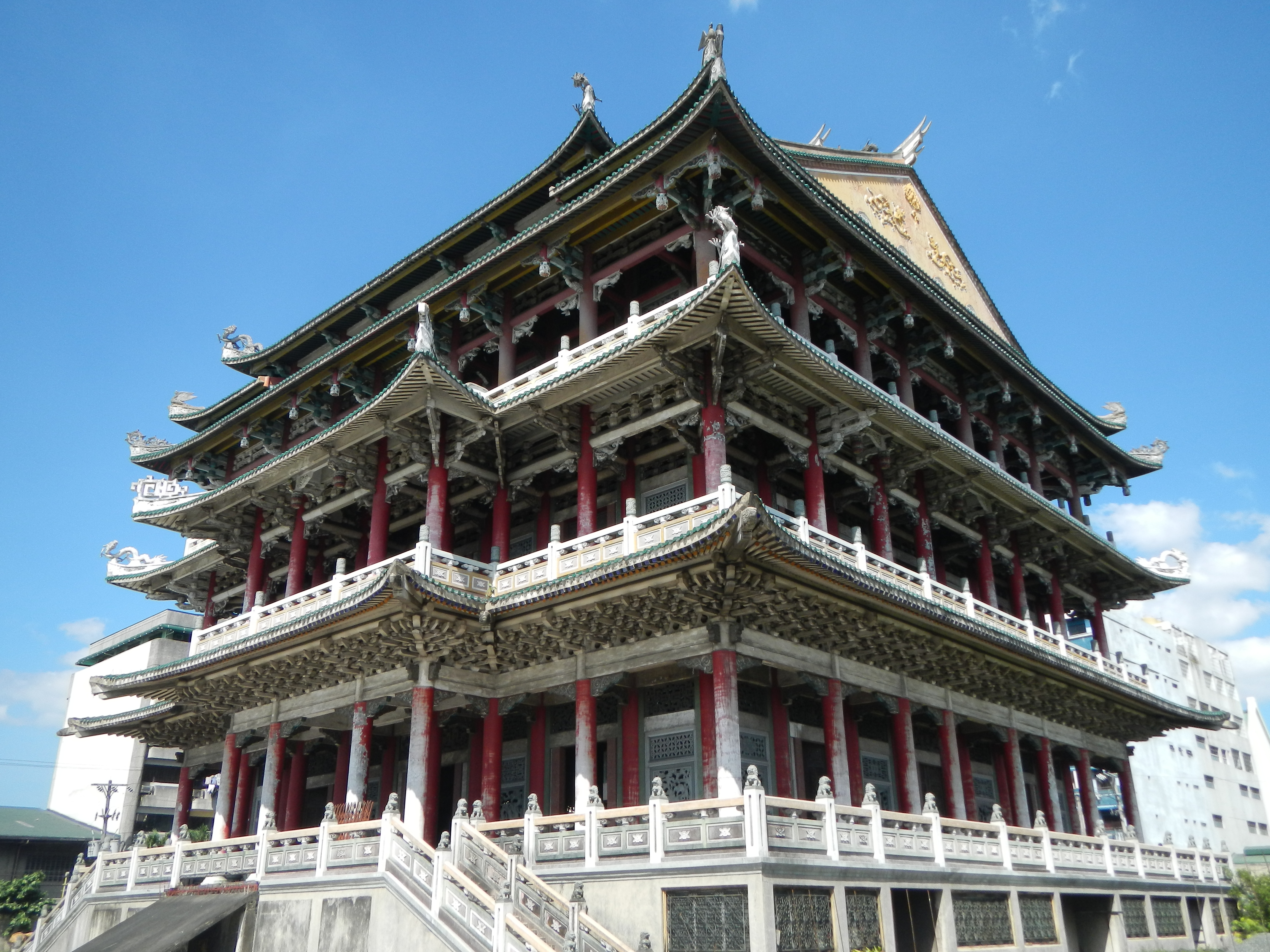
菲律宾马尼拉大都会卡洛奥坎的泰道观

少数（2%）菲律宾华人继续只信奉传统的华人宗教。传统华人宗教包括大乘佛教，华人净土宗、道教以及祖先崇拜（包括儒教）。
佛教和道教寺庙可以在菲律宾华人居住的地方找到，尤其是在大都市地区如马尼拉大都会地区。许多菲律宾华人崇拜观音或妈祖，他们在闽南语中分别称之为Kuan-im和Ma-cho。许多菲律宾华人将妈祖视为圣母玛利亚的代表。例如，妈祖有时被称为“凯萨赛圣母”，这也是圣母玛丽亚的化身。这两者被认为是彼此的化身，安蒂波洛圣母和被遗弃的圣母的形象也是额外的化身，因为这四者都与水/旅行有关。此外，关羽在菲律宾华人中有时也被称为“公义者雅各”或在闽南语中被称为“Te Ya Kong”或“关公”。菲律宾华人还建立了钟教等本土宗教团体，钟教是一种具有全球性和跨信仰取向的融合宗教。全国各地还有一些著名的华人寺庙，如马尼拉的圣观寺（佛教寺庙）、圣费尔南多市的妈祖庙、宿雾市的宿雾道观寺、达沃市的龙华寺庙等。 
有一半左右（40%）的菲律宾华人，不论宗教信仰，仍然宣称进行祭祖仪式。菲律宾华人，尤其是老一辈人，倾向于每年至少一次去祭拜已故祖先，要么去寺庙，要么去当地的华人公墓或传统墓地，如马尼拉的华人公墓（适用于大马尼拉地区），通常会点蜡、焚香和烧冥钱，再摆上一些水果等祭品，向先祖表示敬意，并用冥纸装饰墓碑、陵墓和祖先牌位。菲律宾华人的陵墓或埋葬地点也经常设有供奉后土的祭坛，那里也会点燃蜡烛和香。

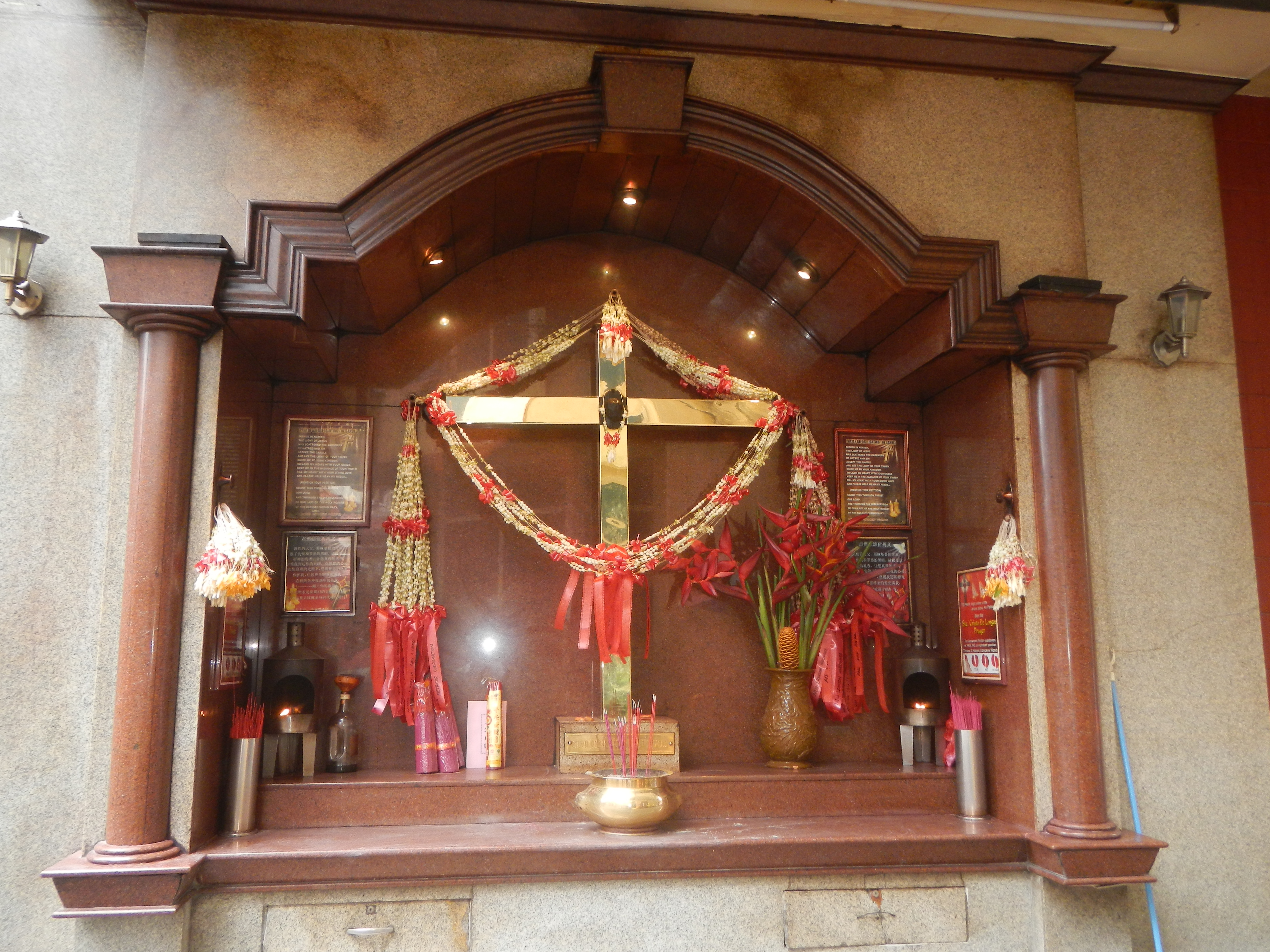
圣克里斯托德隆戈斯神社

由于大多数菲律宾华人信奉基督教，如天主教或新教，许多菲律宾华人家庭中也存在一种独特的宗教融合。对于天主教的菲律宾华人，有些家庭的祭坛上除了有基督教形象，如宿务圣婴（或基督圣婴）等天主教图像，还可能有佛陀和道教神祇或三神像其他神祇的雕像，通常会装饰上茉莉花环。一些人也会用香（道教和佛教香）和其他传统的供品来尊敬圣母玛利亚，就像尊敬观音或妈祖一样。总体而言，对于天主教或新教基督教的菲律宾华人，许多家庭中都会有传统的中国雕像和摆件，如胖佛、三清、招财猫、金蟾、对联等，用以祈求好运、幸运和繁荣，同时在同一家庭或房间中向上帝祈祷并进行圣经研读，同时家中还会张贴基督教符号、圣经经文等天主教或新教的摆设。

### 越南
越南一些民族和华族（越南汉族）同时信仰中国民间宗教、佛教和越南民间宗教。

## 特征

### 带有组织的传统

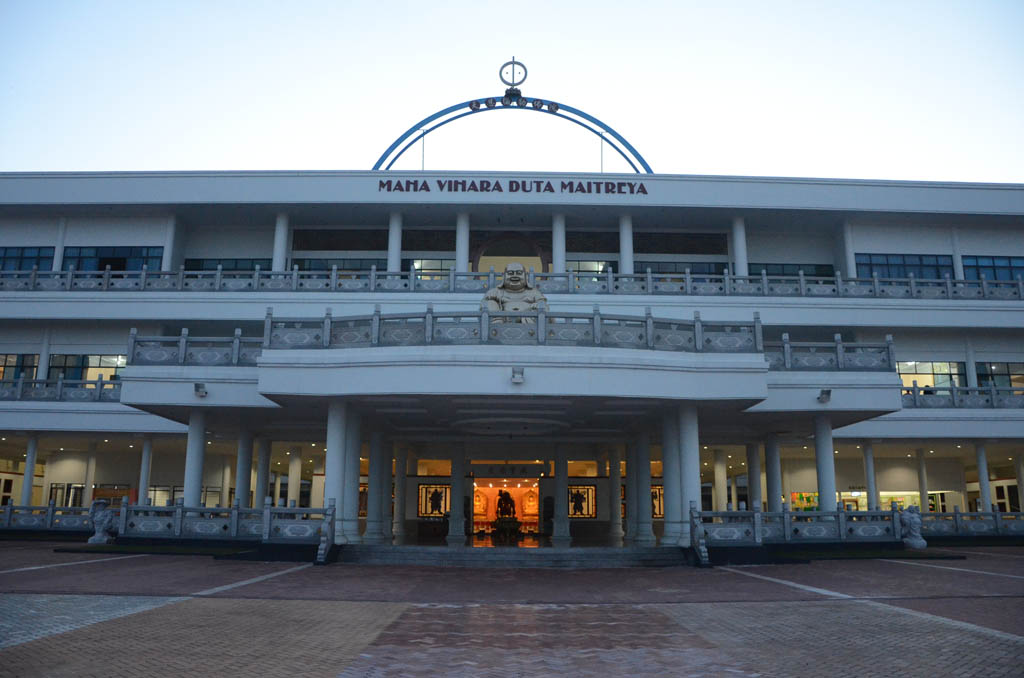
印度尼西亚巴淡岛的一贯道寺庙。

一些源自中国传统实践的有组织教派一直在东南亚的华人社群中活跃。其中尤以德教（“德行之教”）、罗教（“真空教义”）和一贯道（“一贯之道”）为著名。

### 东南亚华人的诸神阵容
诸神的名字以普通话或东南亚华人口中的某些方言转录：
- 天公： 天上的神，也被称为玉皇大帝[34]

- 后土/地母娘娘：被称为大地女神[35]
- 西王母：古代神灵，备受尊崇[36]
- 九皇爷：象征着北斗七星的九颗星，在马来语中被称为”Perayaan Dewa Sembilan Maharaja"[37]
- 关帝公：军神，正义的象征，警察、商人的守护神[38]
- 观音佛祖：观世音菩萨或慈悲菩萨 [39]
- 九天玄女：九天之女，古代神祗，亦被尊为战神[40]
- 妈祖/天上圣母：海神，渔民、水手以及任何与海洋有关的职业的守护神，也被视为林族守护神[41]
- 王爷信仰：代天巡狩，代表玉皇大帝巡游人间，驱除疾病和邪恶。[42]
- 清水祖师：又称为祖师公，泉州南安市守护神[43]
- 保生大帝：厦门同安区守护神。亦为药神供奉[44]
- 大伯公/福德正神：管理土地之神[45]
- 华佗：中国历史上被尊为“神医”，被尊为药神
- 齐天大圣/大圣爷：受欢迎且强大的猴神
- 城隍爷：城市守护神[46]
- 财神：招财神[47]
- 文昌帝君：文化文学之神，读书人的保护神[48]
- 注生娘娘：掌管生育和子孙的女神[49]
- 月下老人：婚姻爱情守护神[50]
- 和合二仙：保佑幸福婚姻
- 花公花婆：儿童的保护神
- 太阳星君：太阳神
- 太阴娘娘/嫦娥：月亮女神，在中秋节受到女信徒的崇拜
- 福禄寿：三星神，代表吉祥、美好、长寿
- 地主公：净化之地之神，地主神
- 灶君：又称灶神
- 门神：大门的神圣守护者
- 牛头马面：冥界守护者
- 虎爷公：守护寺庙的虎神，以驱除厄运、危险和敌人

### 礼拜和修行场所
在印度尼西亚和马来西亚，中式寺庙被称为kelenteng、klenteng、tokong或pekong，以当地马来语为bio，即普通话miao（庙）的南方发音。在泰国，它们被称为sanchao（泰语：ศาลเจ้า）。东南亚的华人宗教实践用品在神料商店供应。

## 另请参阅
- 中国民间宗教
- 台湾民间信仰
- 九皇爷诞
- 祭祖（祠堂、牌位）
- 妈祖庙列表（香港白沙屯妈祖朝圣及天后宫）
- 香港关帝庙
- 周炎南（白龙王）
- 越南民间宗教
- 傣族民间宗教